# Szászfa
Szászfa (deutsch Sachsendorf) ist eine Gemeinde im Komitat Borsod-Abaúj-Zemplén.

## Geografische Lage
Szászfa liegt im Norden Ungarns, 52 km nördlich von Miskolc entfernt.